# Snakov

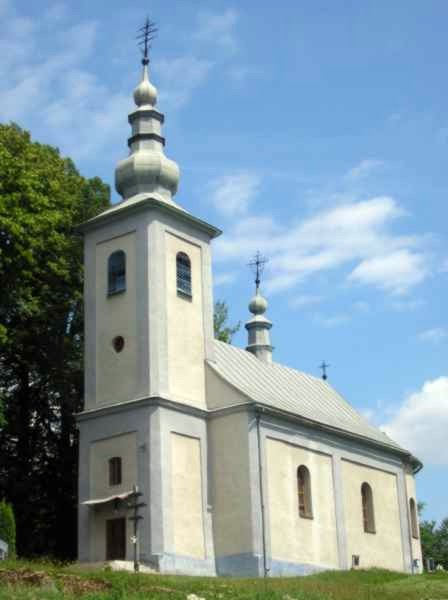
Řeckokatolický chrám ve Snakově

Snakov je obec na Slovensku v okrese Bardejov ležící na polských hranicích. Žije zde 675 obyvatel, první písemná zmínka pochází z roku 1475. Nachází se zde řeckokatolický chrám Ochrany Přesvaté Bohorodičky z roku 1843, který je národní kulturní památkou Slovenské republiky.